# Bezaumont
Bezaumont est une commune française située dans le département de Meurthe-et-Moselle en région Grand Est.

## Géographie
Bezaumont est un village perché qui domine la vallée de la Moselle.
|            | Loisy                  | Sainte-Geneviève |
| Dieulouard | Bezaumont              |                  |
|            | Autreville-sur-Moselle | Ville-au-Val     |

### Hydrographie
La commune est dans le bassin versant du Rhin au sein du bassin Rhin-Meuse. Elle est drainée par le ruisseau la Natagne,.
Le Natagne, d'une longueur de 14 km, prend sa source dans la commune de Bratte et se jette  dans la Moselle à Dieulouard, après avoir traversé six communes. 

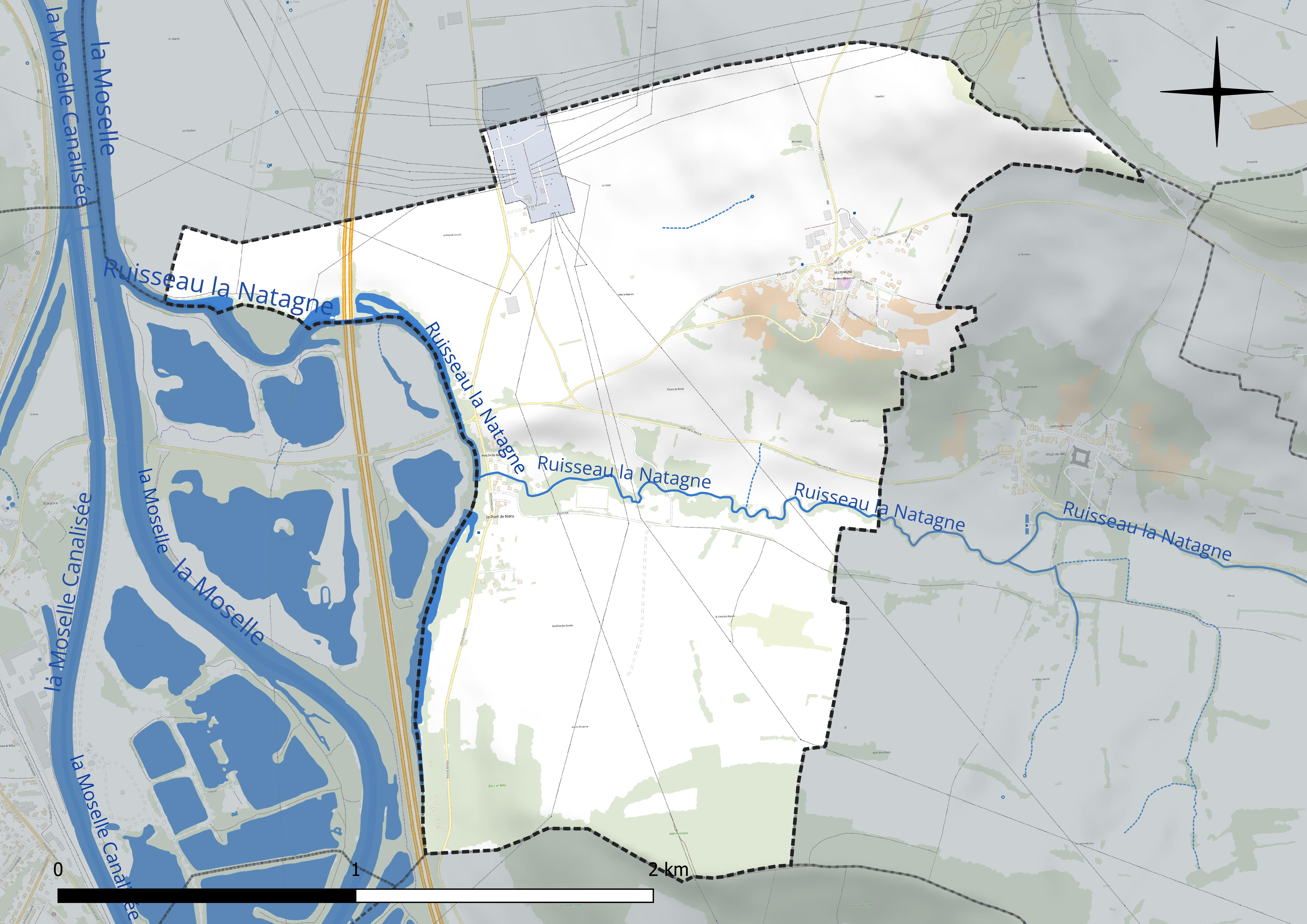
Réseau hydrographique de Bezaumont.

### Climat
Pour des articles plus généraux, voir Climat du Grand Est et Climat de Meurthe-et-Moselle.
En 2010, le climat de la commune est de type climat des marges montargnardes, selon une étude du Centre national de la recherche scientifique s'appuyant sur une série de données couvrant la période 1971-2000. En 2020, Météo-France publie une typologie des climats de la France métropolitaine dans laquelle la commune est exposée à un climat semi-continental et est dans la région climatique  Lorraine, plateau de Langres, Morvan, caractérisée par un hiver rude (1,5 °C), des vents modérés et des brouillards fréquents en automne et hiver. 
Pour la période 1971-2000, la température annuelle moyenne est de 9,3 °C, avec une amplitude thermique annuelle de 17 °C. Le cumul annuel moyen de précipitations est de 837 mm, avec 12,8 jours de précipitations en janvier et 9,4 jours en juillet. Pour la période 1991-2020, la température moyenne annuelle observée sur la station météorologique de Météo-France la plus proche, « Nancy-Essey », sur la commune de Tomblaine à 20 km à vol d'oiseau, est de 11,0 °C et le cumul annuel moyen de précipitations est de 746,3 mm. 
La température maximale relevée sur cette station est de 40,1 °C, atteinte le 24 juillet 2019 ; la température minimale est de −24,8 °C, atteinte le 21 février 1956,,. 
Les paramètres climatiques de la commune ont été estimés pour le milieu du siècle (2041-2070) selon différents scénarios d'émission de gaz à effet de serre à partir des nouvelles projections climatiques de référence DRIAS-2020. Ils sont consultables sur un site dédié publié par Météo-France en novembre 2022.

## Urbanisme

### Typologie
Au 1er janvier 2024, Bezaumont est catégorisée commune rurale à habitat dispersé, selon la nouvelle grille communale de densité à sept niveaux définie par l'Insee en 2022.
Elle est située hors unité urbaine. Par ailleurs la commune fait partie de l'aire d'attraction de Nancy, dont elle est une commune de la couronne,. Cette aire, qui regroupe 353 communes, est catégorisée dans les aires de 200 000 à moins de 700 000 habitants,.

### Occupation des sols
L'occupation des sols de la commune, telle qu'elle ressort de la base de données européenne d’occupation biophysique des sols Corine Land Cover (CLC), est marquée par l'importance des territoires agricoles (88,2 % en 2018), une proportion identique à celle de 1990 (88,2 %). La répartition détaillée en 2018 est la suivante : terres arables (53,4 %), prairies (27,9 %), forêts (11,8 %), zones agricoles hétérogènes (6,9 %). L'évolution de l’occupation des sols de la commune et de ses infrastructures peut être observée sur les différentes représentations cartographiques du territoire : la carte de Cassini (XVIIIe siècle), la carte d'état-major (1820-1866) et les cartes ou photos aériennes de l'IGN pour la période actuelle (1950 à aujourd'hui).

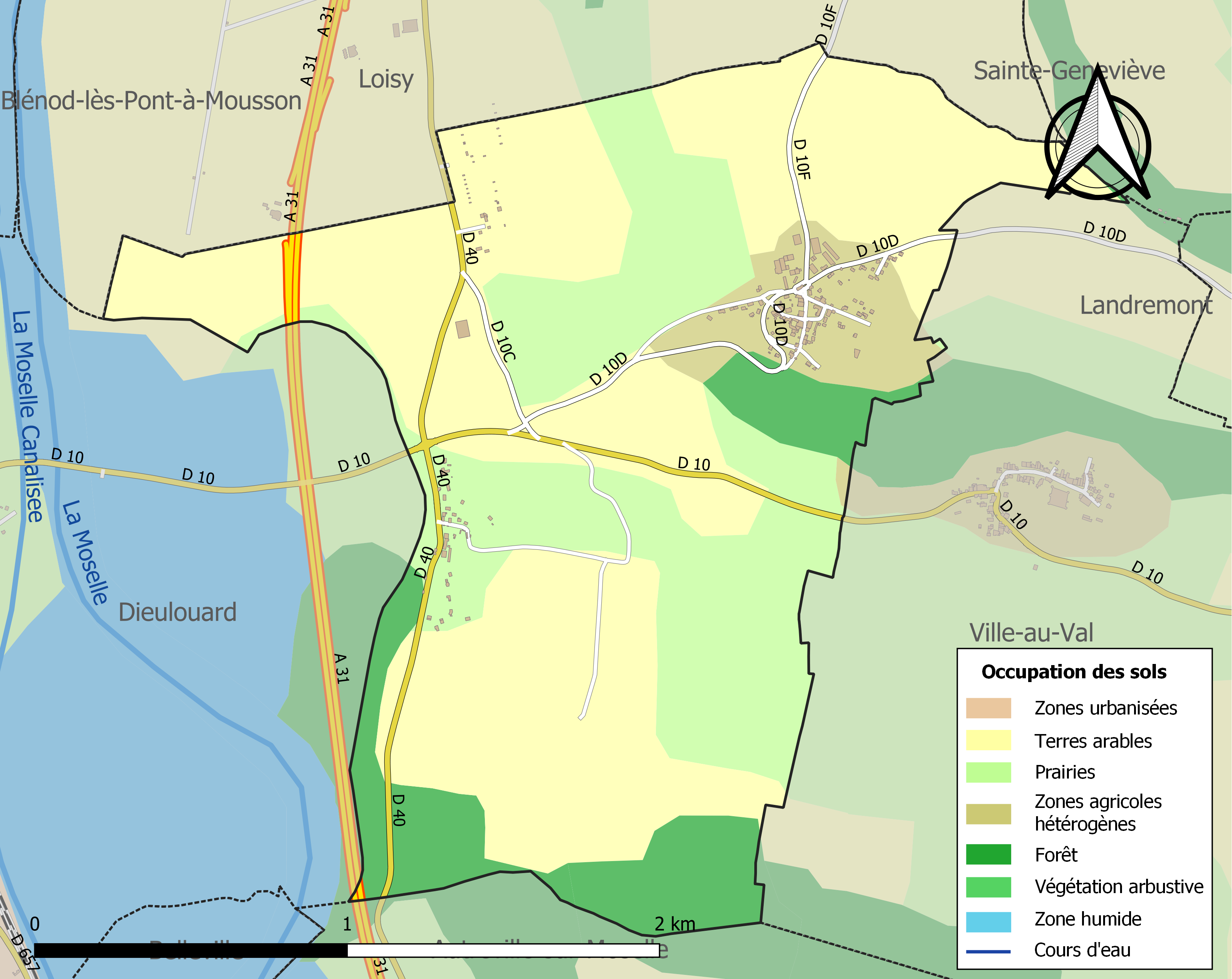
Carte des infrastructures et de l'occupation des sols de la commune en 2018 (CLC).

## Politique et administration
| Période                                  | Période      | Identité        | Étiquette | Qualité                              |
| ---------------------------------------- | ------------ | --------------- | --------- | ------------------------------------ |
| Les données manquantes sont à compléter. |              |                 |           |                                      |
| mars 2001                                | juillet 2009 | Pierre Vogein   |           |                                      |
| juillet 2009                             | En cours     | Jean-Luc Rémy   |           |                                      |
| mars 2014                                | mai 2020     | Jean-Luc Remy   |           | Retraité d'une entreprise publique   |
| mai 2020                                 | En cours     | Didier Lombard, |           | Agriculteur sur moyenne exploitation |

## Population et société

### Démographie
L'évolution du nombre d'habitants est connue à travers les recensements de la population effectués dans la commune depuis 1793. Pour les communes de moins de 10 000 habitants, une enquête de recensement portant sur toute la population est réalisée tous les cinq ans, les populations de référence des années intermédiaires étant quant à elles estimées par interpolation ou extrapolation. Pour la commune, le premier recensement exhaustif entrant dans le cadre du nouveau dispositif a été réalisé en 2007.

En 2022, la commune comptait 259 habitants, en évolution de +0,78 % par rapport à 2016 (Meurthe-et-Moselle : −0,13 %, France hors Mayotte : +2,11 %).
| 1793 | 1800 | 1806 | 1821 | 1831 | 1836 | 1841 | 1846 | 1851 |
| ---- | ---- | ---- | ---- | ---- | ---- | ---- | ---- | ---- |
| 181  | 195  | 231  | 222  | 218  | 213  | 222  | 220  | 224  |

| 1856 | 1861 | 1872 | 1876 | 1881 | 1886 | 1891 | 1896 | 1901 |
| ---- | ---- | ---- | ---- | ---- | ---- | ---- | ---- | ---- |
| 230  | 220  | 222  | 227  | 191  | 214  | 217  | 183  | 180  |

| 1906 | 1911 | 1921 | 1926 | 1931 | 1936 | 1946 | 1954 | 1962 |
| ---- | ---- | ---- | ---- | ---- | ---- | ---- | ---- | ---- |
| 195  | 196  | 134  | 154  | 128  | 141  | 121  | 141  | 184  |

| 1968 | 1975 | 1982 | 1990 | 1999 | 2006 | 2007 | 2012 | 2017 |
| ---- | ---- | ---- | ---- | ---- | ---- | ---- | ---- | ---- |
| 192  | 187  | 232  | 225  | 249  | 255  | 257  | 240  | 263  |

| 2022 | - | - | - | - | - | - | - | - |
| ---- | - | - | - | - | - | - | - | - |
| 259  | - | - | - | - | - | - | - | - |

## Culture locale et patrimoine

### Lieux et monuments
- Restes de pont antique devant Mons.
- Vestiges romains sur la côte d'Autreville.
- Ruines de maison forte XVe siècle à Marivaux.
- Église Saint-Urbain XVIIIe siècle.

### Héraldique, logotype et devise
| Blason de Bezaumont | Blason  | D'or mantelé de gueules sur lequel broche une crosse épiscopale de l'un en l'autre accostée à dextre d'un cierge d'argent allumé d'or et à senestre d'un M antique d'argent couronné de même. |
| Blason de Bezaumont | Détails | Le statut officiel du blason reste à déterminer. |